# SMモール・オブ・アジア・アリーナ
SMモール・オブ・アジア・アリーナ（エスエムモール・オブ・アジア・アリーナ、SM Mall of Asia Arena）は、フィリピン・マニラ首都圏のパサイのベイシティにある多目的スポーツ競技場。SMモール・オブ・アジア内にある。2012年開場。フィリピン・バスケットボール・アソシエーション（PBA）の主な試合会場として使用されているほか、大学バスケットボールの試合でも使われている。愛称はモア・アリーナ（MoA Arena）。

## 概要
モール・オブ・アジア・アリーナは2010年に着工。こけら落としはレディー・ガガの公演で2日間完売された。以来フィリピン内外の有名アーティストのコンサートが当アリーナで行われている。2023年FIBAバスケットボール・ワールドカップの決勝が開催。
またボクシングや格闘技のイベント、2017年1月にはミス・ユニバース2016が、2016年と17年にはミス・アースが開催。さらに年末にはディズニー・オン・アイスも上演されている。